# Людовітова
Людовітова (словац. Ľudovítová) — село, громада округу Нітра, Нітранський край. Кадастрова площа громади — 1.88 км².
Населення 240 осіб (станом на 31 грудня 2018 року).

## Історія
Людовітова згадується 1389 року.

## Географія
Протікає річка Гунтак.

## Населення
| Рік:            | 1994. | 2004.    | 2014.   | 2024.   |
| --------------- | ----- | -------- | ------- | ------- |
| Кількість осіб: | 216   | 258      | 251     | 233     |
| Різниця:        |       | +19,44 % | -2,71 % | -7,17 % |

| Рік:            | 2023. | 2024.   |
| --------------- | ----- | ------- |
| Кількість осіб: | 236   | 233     |
| Різниця:        |       | -1,27 % |